# Carinefferia carinata
Carinefferia carinata là một loài ruồi trong họ Asilidae. Carinefferia carinata được Bellardi miêu tả năm 1861. Loài này phân bố ở vùng Tân nhiệt đới.